# Prijevoj Sico
Prijevoj Sico (špa. Paso de Sico) je planinski prijevoj na granici između Argentine i Čilea. Prijevoj se nalazi na glavnoj razdjelnici Anda. Administrativno odvaja pokrajinu Salta u Argentini i regiju Antofagasta u Čileu.
Prijevoj opslužuje čileanska Ruta 23, ovdje asfaltirana cesta, i argentinska Ruta 51, koja povezuje San Pedro de Atacamu na čileanskoj strani s Catuom i San Antonio de los Cobres na argentinskoj strani. Čileanska ruta 23 doseže nadmorsku visinu od 4580 metara 24 km zapadno od granice.

## Galerija
- Argentinska strana granice u blizini Paso Sica
- Čileanska carinska/policijska ispostava